# Abovedada
Abovedada är en udde i Antarktis. Den ligger i Västantarktis. Argentina, Chile och Storbritannien gör anspråk på området.
Terrängen inåt land är huvudsakligen kuperad, men den allra närmaste omgivningen är platt. Havet är nära Abovedada åt nordväst. Trakten är obefolkad. Det finns inga samhällen i närheten. 